# Неуза Боржес
Неуза Марія да Сілва Боржес, порт. Neusa Maria da Silva Borges,  більш відома як Неуза Боржес (нар. 8 березня 1941, Флоріанополіс, Бразилія) — бразильська акторка.

## Життєпис
Розпочала свою кар'єру в Сан-Паулу, як виконавиця в оркестрі. Неуза працювала із такими великими маестро, як Кловіс Ліма та Сальгадо Фільо.
Телевізійний дебют акторки відбувся в мильній опері «Подивіться сонце на дорозі» з Марсією де Віндзор на телеканалі RecordTV.
На початку своєї кар'єри вона також знімалася у «Beto Rockfeller», на телеканалі Rede Tupi, з'являючись в епізодичних ролях, поки не підписала контракт з Rede Globo.
Завдяки співраці з Rede Globo, Неуза знялася у таких проєктах як: «Рабиня Ізаура», «Dona Xepa», «Dancin' Days» та «A Indomada». Актриса постійно з'являлася в фільмах Глорії Перес, разом з нею вона працювала в «Carmem», «De Corpo e Alma», «Клон», «Caminho das Indias», «Amazônia, de Galvez a Chico Mendes», «América» та «Salve Jorge».
За її плечима понад шістдесят років кар'єри та десятки нагород, у тому числі орден Тірадентиса.
У 2009 році Боржес знялася у кліпі на пісню «Dona Cila» Марії Гаду.

## Особисте життя
У 2003 році під час шкільного параду із самби «Unidos da Tijuca» Неуза впала з поплавця. Актриса отримала перелом кісток тазу. Автомобіль, у якому перебувала Неуза, мав проблеми з початку параду: зламалося колесо. Після інциденту Неузу врятували пожежники та доставили до лікарні Souza Aguiar у центрі Ріо-де-Жанейро. Боржес перевели до приватної клініки у якій вона перенесла операцію, їй довелося вставити 22 гвинти в таз і титанову пластину в коліно. Після судового позову акторка добилася права отримати від школи компенсацію в розмірі понад 700 000 бразильських реалів.
Акторка володіла комісійним магазином у Сальвадорі, де вона живе, але продала його на початку 2021 року.

## Фільмографія

### Телебачення
| Рік     | Назва                              | Роль                               | Примітки                                       |
| ------- | ---------------------------------- | ---------------------------------- | ---------------------------------------------- |
| 1972    | Vitória Bonelli                    | Neusa                              |                                                |
| 1973    | Venha Ver o Sol na Estrada         | Cibele                             |                                                |
| 1975    | A Viagem                           | Escrava de Carlota                 | Запрошений гість                               |
| 1976    | Рабиня Ізаура                      | Rita                               |                                                |
| 1977    | Dona Xepa                          | Rosemary                           |                                                |
| 1977    | Sinhazinha Flô                     | Zana                               |                                                |
| 1978    | Dancin' Days                       | Madalena de Jesus (Madá)           |                                                |
| 1979    | Plantão de Polícia                 |                                    |                                                |
| 1980    | O Meu Pé de Laranja Lima           | Eugênia                            |                                                |
| 1980    | A Deusa Vencida                    | Narcisa                            |                                                |
| 1981    | Salut Champion                     | La mère de Zezé                    | Епізод: "La perle du Brésil"                   |
| 1982    | As Cinco Panelas de Ouro           | Gegê                               |                                                |
| 1983    | Parabéns pra Você                  | Rosa                               |                                                |
| 1983    | Maçã do Amor                       | Clarita                            |                                                |
| 1983    | Casa de Irene                      | Shirely Temple                     |                                                |
| 1984    | Jerônimo                           | Gumercinda                         |                                                |
| 1985    | Grande Sertão: Veredas             | Engrácia                           |                                                |
| 1986    | Selva de Pedra                     | Creusa                             |                                                |
| 1987    | Carmem                             | Pombagira                          |                                                |
| 1990    | Escrava Anastácia                  | Maria das Dores (Das Dores)        |                                                |
| 1990    | Rosa dos Rumos                     | Mercedes (Mercês)                  |                                                |
| 1990    | Rainha da Sucata                   | Carcereira Inês                    |                                                |
| 1990    | Mãe de Santo                       | Dona Conceição                     |                                                |
| 1992    | Pedra sobre Pedra                  | Pombagira                          | Запрошений гість                               |
| 1992    | De Corpo e Alma                    | Tereza dos Anjos (Terê)            |                                                |
| 1993    | Você Decide                        |                                    | Епізод: "Anjos Marginais"                      |
| 1994    | Quatro por Quatro                  | Teresa                             |                                                |
| 1996    | O Rei do Gado                      | Marta                              |                                                |
| 1997    | A Indomada                         | Florência de Sousa                 |                                                |
| 1998    | Você Decide                        |                                    | Епізод: "Trabalho Escravo"                     |
| 1998    | <i id="mwATU">Mulher</i>           | Elza                               | Епізод "As Escolhas"                           |
| 1998    | Xuxa Especial: Uma Carta para Deus | Luz                                | Фільм                                          |
| 1999    | Você Decide                        |                                    | Епізод: "Na Passarela do Samba"                |
| 2000    | Você Decide                        | Mãe Preta                          | Епізод: "A Mãe Preta"                          |
| 2001    | O Clone                            | Dalva                              |                                                |
| 2005    | América                            | Divinéia Feitosa (Diva)            |                                                |
| 2007    | A Diarista                         | Jupiara dos Santos                 | Епізод: "Mãe Só Tem Duas"                      |
| 2007    | Amazônia, de Galvez a Chico Mendes | Josefa (Zefinha)                   |                                                |
| 2008    | Casos e Acasos                     | Empregada                          | Епізод: "O Triângulo, a Tia Raquel e o Pedido" |
| 2008    | Casos e Acasos                     | Carmen                             | Епізод: "A Escolha, a Operação e a Outra"      |
| 2008    | Alice                              | Gildete                            | Епізод: "Wonderland"                           |
| 2009    | Caminho das Índias                 | Iracema de Souza (Cema)            |                                                |
| 2011    | Araguaia                           | Ivete Valadares                    |                                                |
| 2011    | A Vida da Gente                    | Maria                              |                                                |
| 2012    | Salve Jorge                        | Divinéia Feliciano da Silva (Diva) |                                                |
| 2014    | Boogie Oogie                       | Madame Naná                        | Епізод: "20–27 de dezembro"                    |
| 2016    | Escrava Mãe                        | Mãe Quitéria                       | Епізод: "31 de maio-3 de junho"                |
| 2018    | Xilindró                           | Marilack                           | Епізод: "O Juíz"                               |
| 2018    | Valor da Vida                      | Roseli Ferreira Rocha              |                                                |
| 2019    | Sob Pressão                        | Lindacir Pinheiro da Silva         | Епізод: "30 de maio"                           |
| 2020–23 | Auto Posto                         | Bernadete                          |                                                |
| 2022    | Encantado's                        | Tia Ambrósia                       |                                                |

### Кіно
| Рік      | Назва                                | Роль                   | Примітки               |
| -------- | ------------------------------------ | ---------------------- | ---------------------- |
| 1970 рік | Моренінья                            |                        | Озвучення              |
| 1975 рік | М'ясо                                | Марціана               |                        |
| 1975 рік | Тріска                               | Кармен                 |                        |
| 1975 рік | Король ночі                          | повія                  |                        |
| 1977 рік | Параноя                              | милий                  |                        |
| 1978 рік | Чорна Богиня                         |                        |                        |
| 1979 рік | Розумна субота                       | Мулатка                |                        |
| 1979 рік | Лерфа Му                             |                        |                        |
| 1988 рік | Романтика покоївки                   | Манікюр                |                        |
| 2001 рік | Благородний злочин                   | Філомена               |                        |
| 2001 рік | Життя в таємниці                     | Йовіна                 |                        |
| 2004 рік | Герой                                | Флора                  |                        |
| 2008 рік | Міські поляроїди                     | креольський            |                        |
| 2009 рік | Жовта оса                            | Старий                 | Короткометражний фільм |
| 2010 рік | Мрії мрійника: історія Френка Агіара | Донья Чіка             |                        |
| 2011 рік | Матері Чіко Ксав'єра                 | домробітниця           |                        |
| 2013 рік | До прийдешніх вітрів                 | Стара Хоакіна          |                        |
| 2022 рік | Разом і заплуталися                  | Маргарет               |                        |
| 2022 рік | Долинна ніч                          | Бабуся Діана           |                        |
| 2022 рік | Борода, волосся та вуса              | Донья Еспір душ Сантуш | Оригінал Netflix       |
| 2023 рік | Муссум, фільм                        | Мальвіна               | [ 13 ]                 |
| 2023 рік | Апарециди                            | Подруга Отілії         | [ 11 ]                 |

### Відеокліпи
| Рік      | Назва      | Виконавець                                         |
| -------- | ---------- | -------------------------------------------------- |
| 2009 рік | Донья Сіла | Maria Gadú, композиція присвячена бабусі співачки. |

## Театр
- 1969 - Волосся
- 1972 - Федеральна столиця
- 1973 - Стіна
- 1974 - Жінка, яка вкусила Санто-Антоніу за лису голову
- 1974 - Марікінья та Хосе де Соуза Леао
- 1974 - Проклята спокусниця
- 1976 - Дівчина, яка поцілувала осла, думаючи про Роберто Карлоса
- 1976 - Антоніу де Лісабон і русалки з дна моря
- 1976 - Пекло і глуха місцевість
- 1976 - Святий Георгій проти загарбників Місяця
- 1978 - Опера Маландро
- 1980 - Гарний час

## Нагороди та номінації
| Рік      | Назва                                    | Категорія                               | Номінації          | Результат |
| -------- | ---------------------------------------- | --------------------------------------- | ------------------ | --------- |
| 1992 рік | Телевізійна премія APCA                  | Найкраща актриса другого плану          | De Corpo e Alma    | Перемога  |
| 1997 рік | Премія Contigo! Телебачення              | Найкраща актриса другого плану          | A Indomada         | Перемога  |
| 2005 рік | Диплом                                   | Найкраща актриса другого плану          | América            | Перемога  |
| 2008 рік | Бразильська нагорода за якість мистецтва | Найкраща актриса другого плану у фільмі | Polaróides Urbanas | Indicada  |
| 2009 рік | Премія Top of Business                   | Найкраща актриса                        | Caminho das Índias | Перемога  |
| 2023 рік | Кінофестиваль Грамадо                    | Найкраща актриса другого плану          | Mussum, o filmis   | Перемога  |